# Mauricio Weber
Mauricio Weber, vollständiger Name Mauricio Enrique Weber Texeira, (* 26. Oktober 1982 in Young) ist ein uruguayischer ehemaliger Fußballspieler.

## Karriere
Der 1,76 Meter große Mittelfeld- bzw. Offensivakteur Weber begann mit dem Fußballspielen im baby fútbol bei El Trébol und San Lorenzo. Anschließend spielte er in den Jugendmannschaften der in Young ansässigen Vereinen Atlanta Fútbol Club und Peñarol. Während dieser Zeit kam er auch in der Auswahl von Young zum Einsatz. Dort konnte er überzeugen, was schließlich zu seinem Wechsel zu Nacional Montevideo führte, wo er 1999 in der Mannschaft der Quinta División an der Seite unter anderem von Sebastián Viera, Carlos Valdez und Daniel Leites aktiv war. Webers erste Profistation war ab 2000 bis 2004 der Club Atlético Rentistas. Bei dem Klub aus Montevideo stand er mindestens ab der Apertura 2002 im Kader des Zweitligamannschaft. In den Spielzeiten 2002 und 2003 absolvierte er dort 43 Spiele und schoss zehn Tore. Im Februar 2005 schloss er sich dem von Luis Garisto trainierten Klub Instituto de Córdoba an. In der Clausura 2005 wurde er bei den Argentiniern sechsmal aufgestellt. Mitte 2005 kehrte er nach Uruguay zurück und unterschrieb bei den Rampla Juniors. Santiago Morning in Chile war seine nächste Karrierestation. Dort spielte er mindestens im Jahr 2006, in dem der seinerzeit formschwache Weber sich schließlich abseits des Profifußballs kurzzeitig abermals dem Atlanta Fútbol Club anschloss. Von der Apertura 2007 bis einschließlich der Clausura 2009 spielte er in Honduras für CD Victoria. In diesem Zeitraum kam er in 43 Partien der Liga Nacional zum Einsatz und traf viermal. In der Apertura 2009, Clausura 2010 und Apertura 2010 lief er in insgesamt 34 Spielen für CD Motagua auf und erzielte dabei drei Treffer. Auch bestritt er für die Honduraner zwei Partien (kein Tor) im CONCACAF Champions Cup. In der Clausura 2011 wird er nochmals in Reihen des Club Atlético Rentistas geführt. Mindestens in der Clausura 2013 war er Spieler beim Verein 18 de Julio in der Primera B in Paysandú und als solcher mit 17 Treffern einen Spieltag vor Saisonschluss erfolgreichster Torschütze in der Liga Departamental.